# Carmen (Cotabato)
Carmen è una municipalità di prima classe delle Filippine, situata nella Provincia di Cotabato, nella Regione del Soccsksargen.
Carmen è formata da 28 baranggay:
- Aroman
- Bentangan
- Cadiis
- General Luna
- Katanayanan
- Kib-Ayao
- Kibenes
- Kibugtongan
- Kilala
- Kimadzil
- Kitulaan
- Langogan
- Lanoon
- Liliongan

- Macabenban
- Malapag
- Manarapan
- Manili
- Nasapian
- Palanggalan
- Pebpoloan
- Poblacion
- Ranzo
- Tacupan
- Tambad
- Tonganon
- Tupig
- Ugalingan (Lumayong)